# Presidente de Osetia del Sur
El presidente de Osetia del Sur (En georgiano: სამხრეთ ოსეთის პრეზიდენტი) es el titular de dicho país con reconocimiento limitado. El titular actual de este cargo es Alán Gaglóyev del partido Nijas, quien tomó posesión del cargo el 24 de mayo de 2022. 
| Título                                      | Duración                 | Duración                 | Partido Político     | Partido Político |
| Título                                      | Entrada                  | Salida                   | Partido Político     | Partido Político |
| ------------------------------------------- | ------------------------ | ------------------------ | -------------------- | ---------------- |
| Znaur Gassiyev, Presidente del Parlamento   | 28 de noviembre de 1991  | 9 de septiembre de 1992  | Independiente        |                  |
| Torez Kulumbegov, Presidente del Parlamento | 9 de septiembre de 1992  | 17 de septiembre de 1993 | Independiente        |                  |
| Liudvig Chibirov, Presidente del Parlamento | 17 de septiembre de 1993 | 27 de noviembre de 1996  | Independiente        |                  |
| Liudvig Chibirov, Presidente                | 27 de noviembre de 1996  | 18 de diciembre de 2001  | Independiente        |                  |
| Eduard Kokoity, Presidente                  | 18 de diciembre de 2001  | 11 de diciembre de 2011  | Partido de la Unidad |                  |
| Vadim Brovtsev, Presidente interino         | 11 de diciembre de 2011  | 19 de abril de 2012      | Partido de la Unidad |                  |
| Leonid Tibilov, Presidente                  | 19 de abril de 2012      | 21 de abril de 2017      | Independiente        |                  |
| Anatoli Bibílov, Presidente                 | 21 de abril de 2017      | 24 de mayo de 2022       | Osetia Unida         |                  |
| Alán Gaglóyev, Presidente                   | 24 de mayo de 2022       | Presente                 | Nijas                |                  |

## Administración Provisional
Administración Provisional de Osetia del Sur, oficialmente reconocida por el gobierno de Georgia.
| Título                       | Duración               | Duración | Afiliación Política                 | Afiliación Política |
| Título                       | Entrada                | Salida   | Afiliación Política                 | Afiliación Política |
| ---------------------------- | ---------------------- | -------- | ----------------------------------- | ------------------- |
| Dmitry Sanakoyev, Presidente | 1 de diciembre de 2006 | Presente | Pueblo de Osetia del Sur por la Paz |                     |